# Макклинси, Кэссиди
Кэссиди Мари Макклинси (англ. Cassady Marie McClincy; род. 1 сентября 2000) — американская актриса, наиболее известная по роли Лидии в телесериале «Ходячие мертвецы».

## Жизнь и карьера
Макклинси родилась в Огайо и выросла в Джорджии. Она нашла агента и начала сниматься в возрасте 9 лет. Макклинси снялась в качестве приглашенной звезды в сериалах Lifetime «До смерти красива», «Константин» на NBC, «Хорошее поведение» на TNT и в оригинальной антологии Amazon Prime Video «Предания». В 2017 году она неоднократно появлялась в качестве приглашенной звезды в оригинальном сериале Netflix «Озарк», оригинальном сериале Hulu «Касл Рок» и программе VH1 «Дневные дивы».
В возрасте 17 лет Макклинси начала сниматься в телесериале «Ходячие мертвецы» в роли Лидии, в течение 9 сезона и стала постоянным участником сериала, начиная с 10 сезона.

## Фильмография

### Фильмы
| Год  | Название                   | Роль  | Примечания |
| ---- | -------------------------- | ----- | ---------- |
| 2015 | The Unexpected Bar Mitzvah | Сара  |            |
| 2015 | Crimes and Mister Meanors  | Кэт   |            |
| 2018 | С любовью, Саймон          | Джеки |            |
| 2018 | Poor Jane                  | Эрика |            |

### Телесериалы
| Год       | Название                     | Роль                    | Примечания                                                                                   |
| --------- | ---------------------------- | ----------------------- | -------------------------------------------------------------------------------------------- |
| 2010      | The Wizard of Agni           | Манчкин Бобби           | Телефильм                                                                                    |
| 2010      | Five Smooth Stones           | Школьница / Футболистка | Короткометражка                                                                              |
| 2013      | Sid Roth's It's Supernatural | Трудный подросток       | Эпизод: «Карен Уитон»                                                                        |
| 2014      | До смерти красива            | Лора Дуайер             | Эпизод: «Сестринский акт»                                                                    |
| 2014      | Let the Lion Roar            | Мэри                    | Документалка                                                                                 |
| 2015      | Константин                   | Эмберли                 | Эпизод: «В ожидании мужчины»                                                                 |
| 2015      | Backtrack                    | Милли Пневски           | Короткометражка                                                                              |
| 2016      | Хорошее поведение            | Эшли                    | Эпизод: «Мы притворяемся, что застряли»                                                      |
| 2017      | Озарк                        | Анна Слоан              | Эпизод: «Книга Руфи»                                                                         |
| 2017      | Дивы дневного эфира          | Тэнди Эйнсли            | Периодически (1 сезон)                                                                       |
| 2017      | Предания                     | Грета Хетфельдерц       | Эпизод: «Зверь внутри»                                                                       |
| 2017      | Посетитель                   | Юная Энджи              | Короткометражка                                                                              |
| 2018      | Касл-Рок                     | Юная Молли Стрэнд       | Эпизодически (сезон 1)                                                                       |
| 2019-2022 | Ходячие мертвецы             | Лидия                   | Эпизодически (9 сезон), также в главной роли (10-11 сезоны), основной (11 сезон); 33 эпизода |